# ميخائيل غالاغير (عالم عقيدة)
ميخائيل غالاغير (بالإنجليزية: Michael Gallagher)‏ هو عالم عقيدة ومترجم أمريكي، ولد في 1930 في 1930 ‏.

## وصلات خارجية
- ميخائيل غالاغير على موقع ميوزك برينز (الإنجليزية)